# Amtsgericht Krefeld

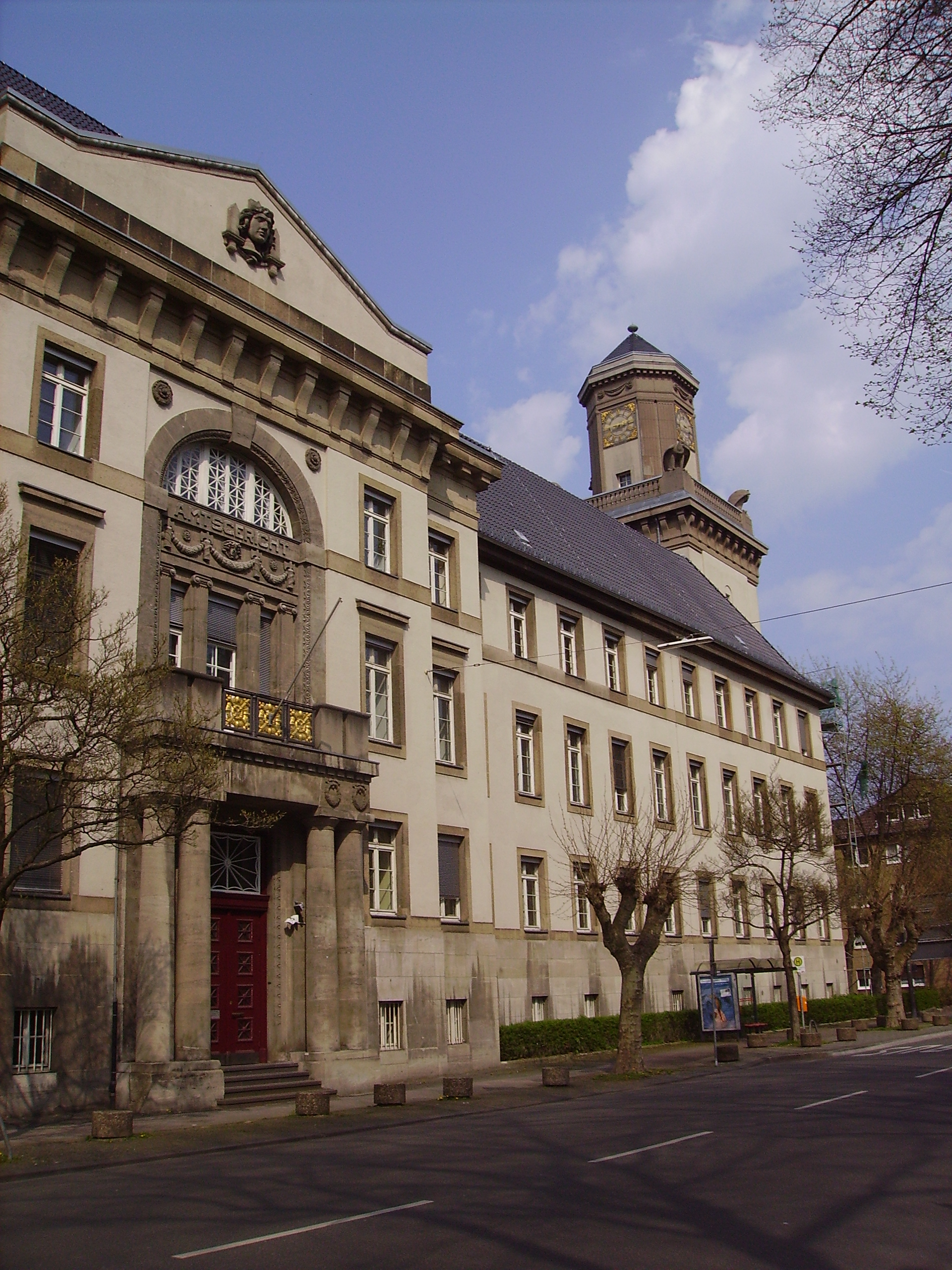
Amtsgericht u. Landgericht Nordwall 131

Das Amtsgericht Krefeld ist ein Gericht der ordentlichen Gerichtsbarkeit in Krefeld. Der Gerichtsbezirk umfasst die kreisfreie Stadt Krefeld und die Stadt Willich im südöstlichen Kreis Viersen. In dem 206 km² großen Bezirk leben rund 280.000 Menschen.

## Übergeordnete Gerichte
Das dem Amtsgericht Krefeld übergeordnete Landgericht ist das Landgericht Krefeld, das wiederum dem Oberlandesgericht Düsseldorf untersteht.